# R.J. Nembhard
Ruben R. „RJ” Nembhard Jr (ur. 22 marca 1999 w Keller) – amerykański koszykarz, występujący na pozycjach rozgrywającego lub rzucającego obrońcy, od 2023 zawodnik Ostenda Basket.
W 2021 reprezentował Miami Heat podczas rozgrywek letniej ligi NBA w Las Vegas.
31 marca 2022 jego kontrakt został przekonwertowany na standardową umowę NBA. 7 kwietnia 2022 został zwolniony przez Cleveland Cavaliers. 10 kwietnia 2022 zawarł umowę z Cavaliers na występy zarówno w NBA, jak i zespole G-League – Cleveland Charge. 9 listopada 2022 został zawodnikiem Motor City Cruise.
12 grudnia 2022 dołączył do włoskiej Pallacanestro Reggiany. 19 stycznia 2023 podpisał kontrakt z francuskim Fos Provence Basket. 9 września 2023 został zawodnikiem belgijskiego Ostenda Basket.

## Osiągnięcia
Stan na 9 października 2023, na podstawie, o ile nie zaznaczono inaczej.
NCAA
- Uczestnik rozgrywek turnieju:
  - NCAA (2018)
  - NIT Final Four (2019)
- Zaliczony do III składu Big 12 (2021)
- Zawodnik tygodnia Big 12 (14.12.2020)